# Moj lutjsjij drug, general Vasilij, syn Iosifa
Moj lutjsjij drug, general Vasilij, syn Iosifa (russisk: Мой лучший друг генерал Василий, сын Иосифа) er en sovjetisk spillefilm fra 1991 af Viktor Sadovskij.

## Medvirkende
- Boris Sjjerbakov som Vsevolod Bagrov
- Vladimir Steklov som Vasilij Josifovitj Stalin
- Andrej Boltnev som Astafjev
- Irina Malysjeva som Ninel
- Andrej Tolubejev som Tolik
- Igor Gorbatjov som Doctor
- Pjotr Sjelokhonov som Colonel Savinyh
- Jan Janakiev som Lavrentij Pavlovitj Berija